# Jean de Létraz
Jean Félix Deletraz dit Jean de Létraz, né le 23 février 1897 dans le 4e arrondissement de Paris et mort le 3 juin 1954 à Rueil-Malmaison, est un auteur dramatique, dialoguiste et scénariste français.

## Biographie
Jean Félix Deletraz, né de père inconnu, déclaré à l'état-civil comme le fils de Jeanne Henriette Deletraz, âgée de 35 ans, artiste, se voit reconnu le 28 juillet 1900 par Gabrielle Berthe Alexandrine Deletraz. Encore sous les drapeaux, il épouse en premières noces Andrée Cothias le 25 mars 1919 à la mairie du 16e arrondissement dont il divorce le 19 février 1935. En secondes noces, il épouse la comédienne et écrivaine Simone Peigniet dite Simone Sinclair le 25 novembre 1950 à Dureil (Sarthe). Il meurt à Rueil-Malmaison le 3 juin 1954.
Pendant la première guerre il sert comme mitrailleur au 3e groupe d'autos-mitrailleuses et autos-canons. Il  participe activement à Taca Tac Teuf Teuf, le journal de tranchées commun aux 17 groupes d'artillerie légère de cavalerie, où il signe de son nom la rubrique littéraire. Il adhère à l'Association des écrivains combattants en 1921. Sa carte porte le n° 14. Il en devient sociétaire en 1926 à la suite de l’obtention de sa carte d’ancien combattant. Il est aussi membre de l'Amicale des journalistes du front qu'il a contribué à créer en 1919 et au comité de laquelle il participe en 1949.
Dès sa démobilisation, intégré à la vie parisienne, il est déjà reconnu dans les milieux du théâtre et obtient en octobre 1921 avec L'Intrus, pièce en quatre actes, en prose, le cinquième prix du Concours d'art dramatique du journal Comœdia.
Spécialisé dans le vaudeville, Jean de Létraz a écrit près de 118 pièces dont la plus connue, Bichon, a été montée au théâtre de la Michodière en 1935.
De 1942 jusqu'à son décès en 1954, il est directeur du théâtre du Palais-Royal où il met en scène ses propres pièces et les pièces qui sont jouées dans son théâtre.
Son épouse, Simone de Létraz, reprend la direction du théâtre jusqu'en 1965 et met elle aussi en scène certaines de ses œuvres posthumes. Jean de Létraz a aussi été scénariste et dialoguiste au cinéma. Nombre de ses pièces ont par ailleurs été adaptées à l'écran.

## Carrière au théâtre
comme auteur
- 1934 : Mitzi-Moutzou, opérette en 3 actes, théâtre des Capucines, 31 mars
- 1935 : Bichon, comédie en 3 actes,théâtre de la Michodière, 3 mai 1935
- 1936 : La Fessée, théâtre de Paris, 14 décembre
- 1939 : La Poule et le Chasseur, théâtre du Palais-Royal
- 1940 : La Familiale, avec François Périer, théâtre de la Michodière
- 1942 : On demande un ménage, comédie en 3 actes, théâtre du Palais-Royal, 22 octobre
- 1942 : Le Fantôme de Madame, théâtre Saint-Georges, novembre
- 1943 : La Dame de minuit, théâtre de l'Apollo, mai 1943.
- 1943 : Épousez-nous, monsieur, pièce en 3 actes, théâtre Michel, 21 décembre
- 1944 : Moumou, théâtre du Palais-Royal, 24 mai
- 1946 : Descendez ! On vous demande, comédie en 3 actes, théâtre du Palais-Royal, 16 mars
- 1947 : Et vive la liberté, pièce en 3 actes, théâtre des Variétés, 19 avril
- 1947 : Une nuit chez vous, Madame !, théâtre du Palais-Royal, 9 mai
- 1947 : Chasse gardée, pièce en 3 actes, théâtre du Palais-Royal, 9 mai
- 1948 : L'Extravagante Théodora, théâtre des Capucines, 26 mai
- 1949 : Le Voyage à trois, théâtre du Palais-Royal
- 1949 : Nous avons tous fait la même chose, théâtre de la Potinière, 26 février
- 1950 : Les Femmes de Loth, théâtre du Palais-Royal, mars
- 1951 : Une nuit à Megève, théâtre Michel, décembre
- 1952 : Monsieur de Panama, théâtre de l'Apollo, 6 décembre
- 1953 : La Pucelle d'Auteuil, théâtre du Palais-Royal
- 1955 : Elle est folle, Carole, mise en scène Simone de Létraz, théâtre du Palais-Royal

comme metteur en scène
- 1947 : Et vive la liberté de Jean de Létraz, théâtre des Variétés
- 1948 : Elle est folle, Carole de Jean de Létraz, théâtre du Palais-Royal, mars
- 1948 : L'Extravagante Théodora de Jean de Létraz, théâtre des Capucines
- 1949 : Le Voyage à trois de Jean de Létraz, théâtre du Palais-Royal
- 1953 : Occupe-toi d'mon minimum de Paul Van Stalle, théâtre du Palais-Royal
- 1953 : La Pucelle d'Auteuil de Jean de Létraz, théâtre du Palais-Royal
- 1953 : La mariée en a deux ! de Jean de Létraz, théâtre du Palais-Royal
- 1954 : On s'dit tout de Jean de Létraz, mise en scène de Simone de Létraz, théâtre du Palais-Royal, octobre
- 1954 : Le Plaisir d'aimer de Jean de Létraz, théâtre de la Potinière, février
- 1957 : La Pucelle d'Auteuil de Jean de Létraz, théâtre de l'Ambigu-Comique
- 1958 : Les Pieds au mur de Jean Guitton, théâtre du Palais-Royal

comme librettiste
- La Belle Saison, comédie musicale en 2 actes de Jean de Létraz, musique de Jean Delettre, théâtre Marigny

## Carrière au cinéma
comme dialoguiste
- 1931 : Y'en a pas deux comme Angélique de Roger Lion
- 1931 : Le Lit conjugal de Roger Lion
- 1932 : Le Triangle de feu d'Edmond T. Gréville
- 1936 : La Brigade en jupons de Jean de Limur
- 1936 : Bichon de Fernand Rivers
- 1938 : Les Femmes collantes de Pierre Caron
- 1943 : Adrien de Fernandel
- 1950 : Nous avons tous fait la même chose de René Sti
- 1951 : Moumou de René Jayet

comme scénariste
- 1931 : Le Lit conjugal de Roger Lion
- 1932 : Conduisez-moi Madame de Herbert Selpin
- 1936 : Bichon de Fernand Rivers
- 1938 : Le Monsieur de cinq heures de Pierre Caron
- 1938 : Les Femmes collantes de Pierre Caron
- 1942 : Frédérica de Jean Boyer
- 1950 : Nous avons tous fait la même chose de René Sti
- 1950 : L'Extravagante Théodora d'Henri Lepage
- 1951 : Moumou de René Jayet

## Carrière à la télévision
- Au théâtre ce soir : 
  - 1969 : Bichon de Jean de Létraz, mise en scène de Robert Manuel, réalisation de Pierre Sabbagh, théâtre Marigny
  - 1977 : La Fessée de Jean de Létraz, mise en scène de Jacques Mauclair, réalisation de Pierre Sabbagh, théâtre Marigny
  - 1979 : Une nuit chez vous madame de Jean de Létraz, mise en scène de Jacques Valois, réalisation de Pierre Sabbagh, théâtre Marigny

## Carrière littéraire
série Nicole (coécrit avec Suzette Desty)
- 1919 : Nicole s'abrite
- 1926 : Nicole s'éveille
- 1927 : Nicole s'égare
- 1933 : Nicole se marie

hors-série
- 1927 : Douze nuits d'amour... ou La Vie d'une femme
- 1927 : Un homme... deux femmes
- 1929 : Un couple passa...
- 1957 : La Jeune Fille et les Amants, coll. Quignon, Les Imprimeries Interalliées, Paris & Bruxelles, s.d.